# Ульден, Сондре
Сондре Ульден (норв. Sondre Olden; род. 29 августа 1992, Осло) — норвежский хоккеист, крайний нападающий. В настоящее время находится в аренде клуба «Волеренга», выступающей в Джет-лиге.

## Игровая карьера
Сондре Ульден является воспитанником клуба «Манглеруд Стар» из своего родного города Осло. Он играл за молодёжную команду, а в 2009 году дебютировал за основной состав и помог команде пробиться в главную хоккейную лигу Норвегии — GET-ligaen. В следующем сезоне Ульден играл за шведский МОДО. В 2010 году он был выбран на драфте НХЛ клубом «Торонто Мейпл Лифс» в третьем раунде, а в 2011 на драфте КХЛ в пятом — минским «Динамо». После тренировочного лагеря в «Торонто» в 2011 году Ульден на год перешёл из МОДО в клуб ОХЛ «Эри Оттерз», но 25 сентября 2012 года вернулся в Норвегию, в клуб «Волеренга».
16 апреля 2014 года перешёл в «Брюнес».
Сондре Ульден играл за юниорскую сборную Норвегии на двух Чемпионатах мира — в 2009 и 2010 годах. В составе молодёжной сборной Норвегии Ульден играл на четырёх Чемпионатах мира — в 2009, 2010, 2011 и 2012 годах.